# Boccia na Letnich Igrzyskach Paraolimpijskich 2004
Boccia na Letnich Igrzyskach Paraolimpijskich 2004 w Atenach rozegrana została w Ano Liosia Olympic Hall. Rywalizacja toczyła się w siedmiu konkurencjach.

## Medaliści

### Konkurencje mieszane
| Konkurencja                     | Złoto                                                                           | Srebro                                                    | Brąz                                                                              |
| Indywidualnie – BC1 (szczegóły) | João Paulo Fernandes                                                            | Roger Aandalen                                            | Pattaya Tadtong                                                                   |
| Indywidualnie – BC2 (szczegóły) | José Javier Curto                                                               | Pedro Silva                                               | Fernando Ferreira                                                                 |
| Indywidualnie – BC3 (szczegóły) | Paul Gauthier                                                                   | Santiago Pesquera                                         | An Myung-hoon                                                                     |
| Indywidualnie – BC4 (szczegóły) | Leung Yuk Wing                                                                  | Bruno Valentim                                            | Jose Maria Dueso                                                                  |
| Drużynowo – BC1/BC2 (szczegóły) | João Paulo Fernandes Fernando Ferreira Cristina Gonçalves António Marques (POR) | Ross Flood Jeremy Morriss Liam Sanders Maurice Toon (NZL) | Francisco Javier Beltran Antonio Cid Cortes Pedro Cordero José Javier Curto (ESP) |
| Pary – BC3 (szczegóły)          | An Myung-hoon Park Seong-hyeon (KOR)                                            | Santiago Pesquera José Manuel Rodriguez (ESP)             | Paul Gauthier Alison Kabush (CAN)                                                 |
| Pary – BC4 (szczegóły)          | Yan Chi Lau Leung Yuk Wing (HKG)                                                | Fernando de Oliveira Pereira Bruno Valentim (POR)         | Dezső Béres József Gyurkota (HUN)                                                 |

### Tabela medalowa
| Miejsce | Państwo          | Złoto | Srebro | Brąz | Razem |
| ------- | ---------------- | ----- | ------ | ---- | ----- |
| 1       | Portugalia       | 2     | 3      | 1    | 6     |
| 2       | Hongkong         | 2     | 0      | 0    | 2     |
| 3       | Hiszpania        | 1     | 2      | 2    | 5     |
| 4       | Kanada           | 1     | 0      | 1    | 2     |
| 4       | Korea Południowa | 1     | 0      | 1    | 2     |
| 6       | Nowa Zelandia    | 0     | 1      | 0    | 1     |
| 6       | Norwegia         | 0     | 1      | 0    | 1     |
| 8       | Węgry            | 0     | 0      | 1    | 1     |
| 8       | Tajlandia        | 0     | 0      | 1    | 1     |
|         | Razem            | 7     | 7      | 7    | 21    |